# Vachellia drepanolobium
Vachellia drepanolobium là một loài thực vật có hoa trong họ Đậu. Loài này được (Harms ex Sjostedt) P.J.H. Hurter mô tả khoa học đầu tiên năm 2008.